# ダンテイ・ジョーンズ
ダンテイ・ラヴァル・ジョーンズ（Dahntay Lavall Jones 1980年12月27日 - ）は、アメリカ合衆国 ニュージャージー州トレントン出身の元バスケットボール選手。現在はNBAのロサンゼルス・クリッパーズの選手育成部門担当コーチを務めている。

## 来歴
デューク大学で4年間プレーした後、2003年のNBAドラフトで20位でボストン・セルティックスから指名され、ドラフト当日にメンフィス・グリズリーズから27位で指名されたケンドリック・パーキンスとのトレードでグリズリーズ入り。グリズリーズでは4年間プレーしたものの、平均4.4得点に終わり、2007年夏にはクオリファイング・オファーの提示もなく、完全FAとなった。
2007年9月25日、ボストン・セルティックスと契約するも、開幕前に解雇。12月10日にサクラメント・キングスと契約するも、翌年2月16日に解雇。3月21日にフォートウェイン・マッドアンツと契約し、残りシーズンを過ごした。
2008-09シーズンはデンバー・ナゲッツでプレーし、2009年7月14日にインディアナ・ペイサーズと4年契約を結んだ。
2012年7月12日、イアン・マヒンミのサイン・アンド・トレードの一環として、ダレン・コリソンと共にダラス・マーベリックスに移籍。しかし、平均3.5得点に終わり、2013年2月21日にアトランタ・ホークスに放出。2013年9月にシカゴ・ブルズと契約するも、翌月8日に解雇され、2013-14シーズンはプレーすることが出来なかった。
2014-15シーズンはユタ・ジャズのトレーニングキャンプに参加するも、開幕前に解雇され、11月26日にDリーグのフォートウェイン・マッドアンツと契約。翌年1月にロサンゼルス・クリッパーズと10日間契約を結び、2月3日にシーズン終了までの契約を結んだ。3月9日のゴールデンステート・ウォリアーズ戦の試合後には、ドレイモンド・グリーンのTVインタビューを邪魔したという理由で、リーグから1万ドルの罰金を課せられた。
2015-16シーズン開幕前は、ブルックリン・ネッツのトレーニングキャンプに参加するも、開幕前に解雇。12月4日にグランドラピッズ・ドライブと契約。そしてシーズン終盤となった2016年4月13日にクリーブランド・キャバリアーズと契約。シーズン最終戦のデトロイト・ピストンズ戦で先発出場した。5月21日のNBAプレーオフイースタンカンファレンスファイナル第3戦のトロント・ラプターズ戦では、試合終盤にビスマック・ビヨンボにローブローを放ったとして、1試合の出場停止処分を課せられた。チームは2年連続でNBAファイナルに進出。ジョーンズ自身の出場機会は少なかったものの、自身初のチャンピオンを経験した。7月30日に解雇されたものの、9月22日にシーズンキャンプ契約で復帰。開幕ロースター入りを目指すことになったが、開幕前に解雇された。その後は無所属となっていたが、2016-17シーズン閉幕直前に再びキャバリアーズに招集された。
2020年11月、ロサンゼルス・クリッパーズ選手育成兼ビデオ部門担当コーチに就任したことが発表された。

## その他
- 元NBA選手のアル・ハリントンは従兄弟にあたる。